# Francesco Musso
François Hervé „Francesco“ Musso (* 22. August 1937 in Port-Saint-Louis-du-Rhône, Frankreich) ist ein ehemaliger italienischer Federgewichtsboxer.

## Amateur
1960 wurde er als Amateur Italienischer Meister. Bei den Olympischen Spielen 1960 in Rom wurde er Olympiasieger im Federgewicht. Er besiegte dabei im Achtelfinale den Südkoreaner Soon-Chun Song, Silbermedaillengewinner im Bantamgewicht 1956. Im Finale setzte er sich gegen den Polen Jerzy Adamski durch.

## Profi
Im gleichen Jahr begann er seine Profikarriere, die jedoch sehr unspektakulär verlief. Die ersten siebzehn seiner insgesamt 26 Kämpfe konnte Musso gewinnen. Er kämpfte dabei nur zweimal im Ausland: 1963 in Finnland gegen den späteren Europameister Olli Mäki und 1966 in Spanien gegen Manuel Calvo, ebenfalls später die Europameisterschaft gewann. Beide Kämpfe verlor Musso. Nach der Niederlage durch Disqualifikation in der sechsten Runde gegen Manuel Calvo in Spanien im Jahre 1966 beendete er seine Boxkarriere.